# Bulgarischer Eishockeypokal
Der Bulgarische Eishockeypokal ist der nationale Pokalwettbewerb in Bulgarien im Eishockey. Er wird vom Bulgarischen Eishockeyverband durchgeführt.

## Titelträger
(soweit bekannt)
| Saison                                | Sieger                  | Zweiter                 | Dritter                             |
| ------------------------------------- | ----------------------- | ----------------------- | ----------------------------------- |
| 1954                                  | HK Udarnik Sofia        |                         |                                     |
| 1956/57 Coupe du front pour la pattie | Cherveno zname Sofia    | HK Akademik Sofia       | HK Torpedo Sofia                    |
| 1963                                  | HK Slawia Sofia         |                         |                                     |
| 1964                                  | ZDNA Sofia              |                         |                                     |
| 1965                                  | HK ZSKA Sofia           |                         |                                     |
| 1967                                  | HK ZSKA Sofia           |                         |                                     |
| 1968                                  | HK Lewski Sofia         |                         |                                     |
| 1970                                  | HK Slawia Sofia         |                         |                                     |
| 1971/72                               | HK ZSKA Sofia           |                         |                                     |
| 1972/73                               | HK ZSKA Sofia           |                         |                                     |
| 1973/74                               | Spartak-Lewski Sofia    |                         |                                     |
| 1974/75                               | HK ZSKA Sofia           |                         |                                     |
| 1975/76                               | HK ZSKA Sofia           |                         |                                     |
| 1976/77                               | Spartak-Lewski Sofia    | HK Slawia Sofia         | HK ZSKA "Septemvriiske zname" Sofia |
| 1977/78                               | HK ZSKA Sofia           |                         |                                     |
| 1978/79                               | Spartak-Lewski Sofia    |                         |                                     |
| 1979/80                               | HK Spartak-Lewski Sofia | HK Slawia Sofia         | HK Metallurg Pernik                 |
| 1980/81                               | HK ZSKA Sofia           |                         |                                     |
| 1981/82                               | HK Spartak-Lewski Sofia | HK ZSKA Sofia           | HK Akademik Sofia                   |
| 1982/83                               | HK ZSKA Sofia           | HK Lewski-Spartak Sofia | HK Slawia Sofia                     |
| 1983/84                               | Spartak-Lewski Sofia    |                         |                                     |
| 1984/85                               | Spartak-Lewski Sofia    |                         |                                     |
| 1985/86                               | HK ZSKA Sofia           |                         |                                     |
| 1986/87                               | HK ZSKA Sofia           |                         |                                     |
| 1987/88                               | Spartak-Lewski Sofia    | HK ZSKA Sofia           | HK Slawia Sofia                     |
| 1988/89                               | Spartak-Lewski Sofia    |                         |                                     |
| 1989/90                               | Spartak-Lewski Sofia    |                         |                                     |
| 1990/91                               | HK Lewski Sofia         |                         |                                     |
| 1991/92                               | HK Slawia Sofia         | HK Lewski-Spartak Sofia | HK Metallurg Pernik                 |
| 1992/93                               | HK Slawia Sofia         | HK Lewski-Spartak Sofia | HK Metallurg Pernik                 |
| 1993/94                               | HK Slawia Sofia         | HK Lewski Sofia         | HK Metalurg Pernik                  |
| 1994/95                               | HK Lewski Sofia         | HK Slawia Sofia         | HK Metalurg Pernik                  |
| 1995/96                               | HK Lewski Sofia         |                         |                                     |
| 1998/99                               | HK Lewski Sofia         |                         |                                     |
| 1999/2000                             | HK Lewski Sofia         | HK Slawia Sofia         | HK Akademik Sofia                   |
| 2000/01                               | HK Slawia Sofia         |                         |                                     |
| 2001/02                               | HK Slawia Sofia         | HK Lewski Sofia         | Iceberg-Sulis Sofia                 |
| 2002/03                               | HK Slavia Sofia         | HK Lewski Sofia         | HK ZSKA Sofia                       |
| 2003/04                               | HK Slavia Sofia         | HK Lewski Sofia         | HK ZSKA Sofia                       |
| 2004/05                               | HK Lewski Sofia         | HK Slawia Sofia         | U-20-Nationalmannschaft             |
| 2005/06                               | HK Akademik Sofia       | HK Slawia Sofia         | HK Lewski Sofia                     |
| 2006/07                               | HK Akademik Sofia       | HK Slawia Sofia         | HK Lewski Sofia                     |
| 2007/08                               | HK Slawia Sofia         | HK ZSKA Sofia           | HK Lewski Sofia                     |
| 2008/09                               | HK Slawia Sofia         | HK Lewski Sofia         | HK ZSKA Sofia                       |
| 2009/10                               | HK Slawia Sofia         | HK ZSKA Sofia           | Iceberg-Sulis Sofia                 |
| 2010/11                               | HK Slawia Sofia         | HK ZSKA Sofia           | HK Lewski Sofia                     |
| 2012                                  | HK ZSKA Sofia           | HK Slawia Sofia         | HC Lewski Sofia                     |
| 2013                                  | HK ZSKA Sofia           | HK Slawia Sofia         | Akademik Sofia                      |
| 2015                                  | SK Irbis-Skate          |                         |                                     |
| 2016                                  | SK Irbis-Skate          | HK Slawia Sofia         | HK ZSKA Sofia                       |
| 2017                                  | SK Irbis-Skate          | HK NSA Sofia            | HC Slawia Sofia                     |
| 2018                                  | SK Irbis-Skate          | HK NSA Sofia            | HK Slawia Sofia                     |
| 2019                                  | SK Irbis-Skate          | HK NSA Sofia            | HK ZSKA Sofia                       |
| 2020                                  | SK Irbis-Skate          | HK NSA Sofia            | HK ZSKA Sofia                       |
| 2021                                  | HK NSA Sofia            | SK Irbis-Skate          | HK ZSKA Sofia                       |
| 2022                                  | SK Irbis-Skate          | HK NSA Sofia            | HK ZSKA Sofia                       |
| 2023                                  | SK Irbis-Skate          | HK ZSKA Sofia           | HK NSA Sofia                        |
| 2024                                  | SK Irbis-Skate          | HK NSA Sofia            | HK ZSKA Sofia                       |

## Anmerkung
1. Der Verein „Cherveno zname Sofia“ trat ab 1963 als „ZSKA Cherveno zname Sofia“ an, ab 1968 als „ZSKA Septemvriiske zname Sofia“ und ab 1979 nur noch als „ZSKA Sofia“. Von 1999 bis 2001 bildeten sie die gemeinsame Mannschaft namens „ZSKA Lwow 99 Sofia“.
2. Der Verein Lewski-Spartak Sofia entstand 1969[28] aus der Vereinigung von Spartak Sofia und Lewski Sofia. Ab 1993 trat der Verein nur noch unter Lewski Sofia auf.

## Weblink
- Offizielle Website der HK ZSKA Sofia (bulgarisch)